# Ланселот, Ливия
Ливия Ланселот (фр. Livia Lancelot; род. 11 февраля 1988, Сен-Дени) — первая в мире чемпионка мира по женскому мотокроссу (2008), победительница чемпионата мира 2009 года («Кавасаки»).
Живёт в Париже.